# ASV Rasporak
ASV Rasporak, odnosno "nogometni klub Rasporak" je nogometni klub iz Austrije, iz Rasporka.
Klub je oko kojeg se okupljaju gradišćanski Hrvati, hrvatska manjina u Austriji.

## Klupski uspjesi
- gradišćanskohrvatski nogometni kup: 2013.
- gradišćansko prvenstvo u malom nogometu: